# Paralimni-Nissia
Paralimni-Nissia ist eine Siedlung aus dem Keramischen Neolithikum (4600 bis 3900 v. Chr.) Sie liegt bei Paralimni südöstlich von Famagusta an der Südostküste von Zypern, auf einem Felsen oberhalb einer kleinen Meeresbucht. Im Norden führte der Fluss „Potamos tou Lombarti“ noch bis in die 1930er Jahre Frischwasser.
Zwischen 1995 und 2000 wurde die Siedlung mit wappenförmigem Grundriss ergraben, in der in 20 bis 30 cm Tiefe die Fundamente oder Fundamentreste von 40 mehr oder minder quadratischen Gebäuden mit stark gerundeten Ecken und einer an zwei der drei Seiten verlaufenden Einfassungsmauer freigelegt wurden. Die Bebauung des 3250 m² großen Geländes ist um einen zentralen Platz angeordnet. Die Gebäudearchitektur gemahnt an die von Kantou-Kouphovounos und Sotira-Teppes im Südwesten der Insel. Die Gebäudewände sind aus Geröll oder Felsbrocken errichtet. Gelegentlich trennen Mauern den Zwischenraum der Gebäude, eine auch aus Beʾer Scheva bekannte Besonderheit. Es wird angenommen, dass die Form aus der Levante übernommen wurde.

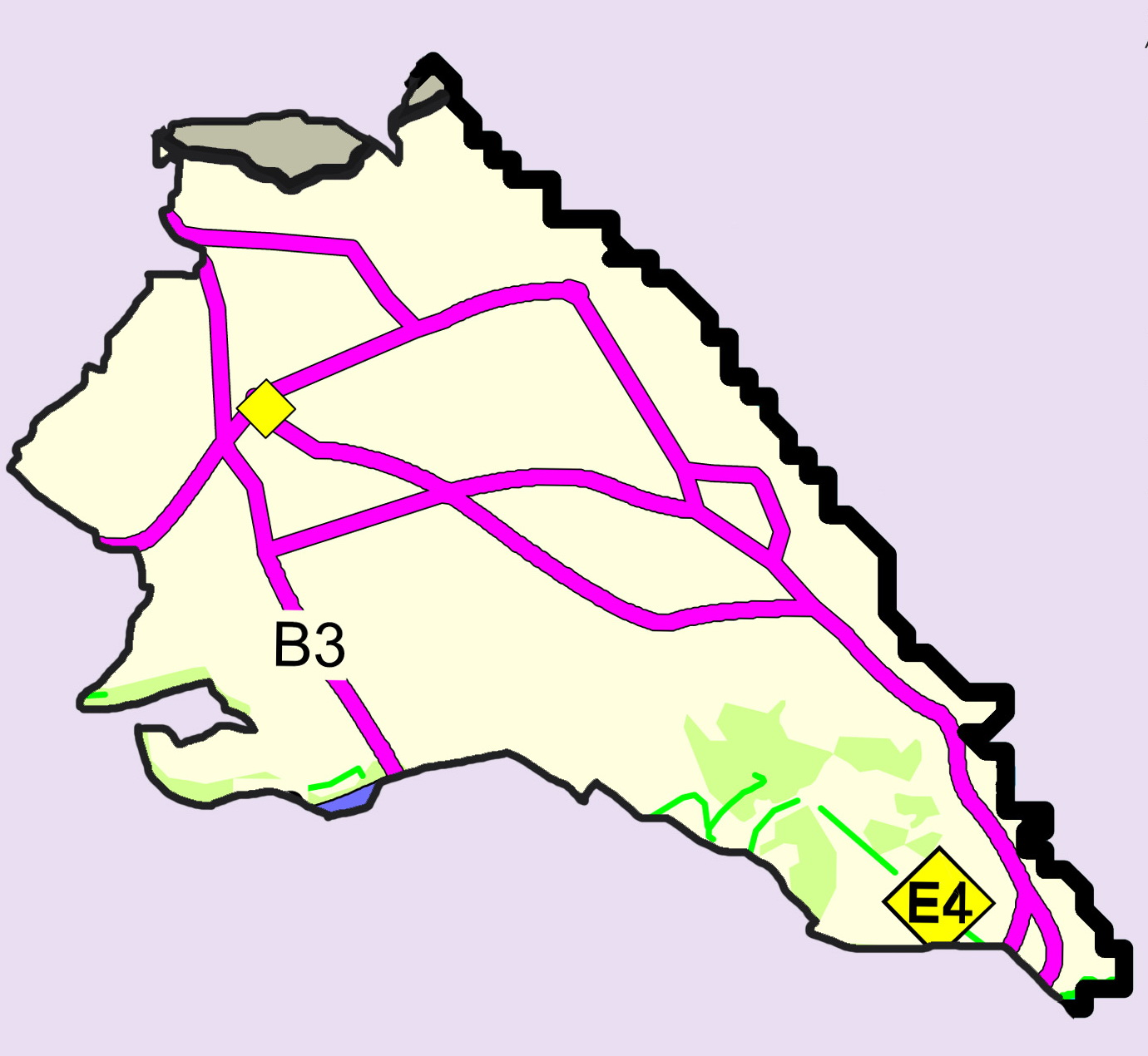
Lage im südöstlichen Zypern

Der Boden eines Gebäudes im Nordosten ist mit Geröll gepflastert. Es hat ein Zentrum aus Lehm von ungefähr einem Meter Durchmesser, in dem sich ein Pfostenloch (als Dachstütze?) befand. Eine Lehmmulde nördlich des Eingangs diente vermutlich zur Aufnahme eines großen Gefäßes. Nahe der Südwand befinden sich zwei schmale steinerne Bänke.
Die an der Basis 1,8 m breite Einfassungsmauer der Siedlung beginnt an der unbefestigten Küstenseite und legt sich um die Landseite der Siedlung. Im Süden gibt es nahe der Klippe einen Eingang. Im Norden führt ein schmalerer Zugang zum Fluss. Während die Siedlung noch bestand, verlor die Mauer an Bedeutung und die Bebauung wurde außerhalb fortgesetzt.
Die Grabung hat bedeutende Funde erbracht: Gefäße aus Stein und Ton, die zum Teil geometrisch bemalt sind. Ein Teil der Keramik zeigt rote Bemalung auf weißem Grund. Hirschgeweihe, Messer, Sicheln sowie eine Anzahl Amulette in Phallusform. Zwei sind einem Fisch bzw. einem menschlichen Kopf nachgeahmt.

## Kontext
Die erste Landnahme im 10. Jahrtausend v. Chr. brachte Jäger und Sammler auf die zuvor unbesiedelte Insel. Ackerbauern, die Kulturpflanzen Haus- und Wildtiere (Hirsche) mitbrachten kamen etwa 8300 v. Chr. vom Festland. Das keramische Neolithikum entstand ab ca. 7000 v. Chr. In dieser Phase wurden größere Siedlungen mit Rundhütten gegründet, wie sie auch aus der Levante bekannt sind.